# Club Nacional de Atletas Campesinos de Querétaro
Il Club Nacional de Atletas Campesinos de Querétaro, noto semplicemente come Atletas Campesinos è stata una società calcistica messicana con sede a Santiago de Querétaro.
È ricordato per essere stato il primo club a portare la città di Querétaro nella massima divisione messicana.

## Storia
Il club venne fondato all'inizio degli anni '70 con il nome di Estudiantes de Querétaro e venne iscritto inizialmente alla Tercera División, all'epoca equivalente al terzo livello del campionato messicano di calcio. Dopo la vittoria del campionato 1974-1975 venne promosso in Segunda División, dove era già presente un'altra squadra della stessa città, i Gallos Blancos de Querétaro.
Al termine della stagione 1977-1978 il club fu acquistato dall'imprenditore Armando Presa, già proprietario del Queretaro FC. Egli cambiò il nome ad entrambe le squadre: l'Estudiantes divenne Atletas Campesinos, il Queretaro divenne Atletas Industriales. Nella stagione seguente il club non riuscì qualificarsi alla fase finale del campionato, ma nel 1979-80 si classificò al primo posto sia nella stagione regolare sia nel proprio girone dei play-off, sconfiggendo in finale gli Osos Grises e guadagnando così la promozione in Primera División.
L'annata andò ben oltre le aspettative iniziali ed il club mostro un calcio spumeggiante (venne definito maquinita de jugar fútbol) favorito anche da una stimolante politica di retribuzione meritocratica, con compensi proporzionali ai risultati ottenuti sul campo. Pesò anche la scelta di affidare la panchina ad Antonio Carbajal, al posto di Antonio Ascencio, a cui fu promesso un lauto compenso in caso di promozione in Primera División.
In massima divisione giocò per due stagioni consecutive, senza riuscire a raggiungere la fase finale per l'assegnazione del titolo e subendo un cambio di proprietà, con il passaggio del club al Sindicato de Petroleros de Ciudad Mader. Al termine della stagione 1981-1982 la franchigia fu acquistata dal Tampico Madero, che ne spostò la sede nella città di Tampico. Il club cessò quindi di esistere per alcuni decenni.
Il 25 gennaio 2011 vi fu un tentativo di riformare il club in Tercera División, quinta serie del calcio messicano, ma la squadra riuscì a disputare una sola stagione e nel 2012 si sciolse definitivamente.

## Palmarès
- Campionato messicano di terza divisione: 1

1974-1975
- Campionato messicano di seconda divisione: 1

1979-1980

## Altre voci
- Querétaro Fútbol Club